# Wahlbezirk Böhmen 109
Der Wahlbezirk Böhmen 109 war ein Wahlkreis für die Wahlen zum Abgeordnetenhaus im österreichischen Kronland Böhmen. Der Wahlbezirk wurde 1907 mit der Einführung der Reichsratswahlordnung geschaffen und bestand bis zum Zusammenbruch der Habsburgermonarchie.

## Geschichte
Nachdem der Reichsrat im Herbst 1906 das allgemeine, gleiche, geheime und direkte Männerwahlrecht beschlossen hatte, wurde mit 26. Jänner 1907 die große Wahlrechtsreform durch Sanktionierung von Kaiser Franz Joseph I. gültig. Mit der neuen Reichsratswahlordnung schuf man insgesamt 516 Wahlbezirke mit je einem zu wählenden Abgeordneten, die durch Direktwahl mit allfälliger Stichwahl bestimmt wurden. Der Wahlkreis Böhmen 109 umfasste die Gerichtsbezirke Aussig, Karbitz. Ausgenommen waren jedoch die Städte Aussig (Wahlbezirk 81) und Karbitz (Wahlbezirk 83). Aus der Reichsratswahl 1907 ging Franz Beutel von der Sozialdemokratischen Partei als Sieger hervor. Er wurde bei der Reichsratswahl 1911 von Erhard Lipka abgelöst.

## Wahlergebnisse

### Reichsratswahl 1907
Die Reichsratswahl 1907 wurde am 14. Mai 1907 (erster Wahlgang) durchgeführt. Die Stichwahl entfiel auf Grund der absoluten Mehrheit von Eduard Rieger im ersten Wahlgang.
| Kandidat                                                                       | Partei                     | Wahlkreis- stimmen | Prozent |
| ------------------------------------------------------------------------------ | -------------------------- | ------------------ | ------- |
| Franz Beutel                                                                   | Sozialdemokratische Partei | 6038               | 56,5 %  |
| Erhard Lipka                                                                   | Deutsche Agrarpartei       | 4166               | 39,0 %  |
| Patzelt                                                                        | Christlichsoziale Partei   | 444                | 4,2 %   |
|                                                                                | Sonstige Parteien          | 30                 | 0,3 %   |
| Wahlberechtigte: 12.219, Ungültige/Leere Stimmen: 166, Wahlbeteiligung: 87,4 % |                            |                    |         |

### Reichsratswahl 1911
Die Reichsratswahl 1911 wurde am 13. Juni 1911 sowie am 20. Juni 1911 (Stichwahl) durchgeführt.

#### Erster Wahlgang
| Kandidat                                                                       | Partei                     | Wahlkreis- stimmen | Prozent |
| ------------------------------------------------------------------------------ | -------------------------- | ------------------ | ------- |
| Franz Beutel                                                                   | Sozialdemokratische Partei | 5428               | 48,3 %  |
| Erhard Lipka                                                                   | Deutsche Agrarpartei       | 3590               | 32,0 %  |
| Franz Scholz                                                                   | Deutsche Arbeiterpartei    | 1866               | 16,6 %  |
| August Ritschel                                                                | Christlichsoziale Partei   | 316                | 2,8 %   |
|                                                                                | Sonstige Parteien          | 30                 | 0,3 %   |
| Wahlberechtigte: 13.074, Ungültige/Leere Stimmen: 219, Wahlbeteiligung: 87,6 % |                            |                    |         |

#### Stichwahl
| Kandidat                                                                       | Partei                     | Wahlkreis- stimmen | Prozent |
| ------------------------------------------------------------------------------ | -------------------------- | ------------------ | ------- |
| Erhard Lipka                                                                   | Deutsche Agrarpartei       | 6579               | 55,9 %  |
| Franz Beutel                                                                   | Sozialdemokratische Partei | 5182               | 44,1 %  |
| Wahlberechtigte: 13.074, Ungültige/Leere Stimmen: 131, Wahlbeteiligung: 91,0 % |                            |                    |         |